# 异甲氧甲酚
异甲氧甲酚（英語：isocreosol）是一种有机化合物，化学式C8H10O2，可见于一年生辣椒、瑞香等物种。
它和N-溴代丁二酰亚胺在乙酸中反应，可以得到4-溴-2-甲氧基-5-甲基苯酚。